# Tang Xianzong
Pour les articles homonymes, voir Xianzong.
Tang Xianzong (né en 778 et mort le 14 février 820) est un empereur de Chine (805–820). Il est le onzième empereur de la dynastie Tang.
Il capitalisa sur les avancées de son prédécesseur pour remporter des succès aussi bien dans les affaires intérieures qu'extérieures, mettant au pas plusieurs provinces et renforçant l'efficacité du système fiscal. Mais l'importance croissante des eunuques, dont les troupes avaient activement participé aux victoires de l'empereur, finit par se retourner contre le pouvoir impérial.